# Thiolières
Thiolières település Franciaországban, Puy-de-Dôme megyében. Lakosainak száma 162 fő (2022. január 1.). Thiolières Ambert, Bertignat, Grandval és Le Monestier községekkel határos.

## Népesség
A település népessége az elmúlt években az alábbi módon változott:
| Lakosok száma | 170  | 166  | 163  | 161  | 158  | 162  | 162  | 161  | 162  |
|               | 2013 | 2015 | 2016 | 2017 | 2018 | 2019 | 2020 | 2021 | 2022 |